# Pasto (Guayanilla)
Pasto es un barrio ubicado en el municipio de Guayanilla en el estado libre asociado de Puerto Rico. En el Censo de 2010 tenía una población de 327 habitantes y una densidad poblacional de 32,95 personas por km².

## Geografía
Pasto se encuentra ubicado en las coordenadas 18°6′49″N 66°47′39″O / 18.11361, -66.79417. Según la Oficina del Censo de los Estados Unidos, Pasto tiene una superficie total de 9.92 km², que corresponden a tierra firme.

## Demografía
Según el censo de 2010, había 327 personas residiendo en Pasto. La densidad de población era de 32,95 hab./km². De los 327 habitantes, Pasto estaba compuesto por el 85.32% blancos, el 4.28% eran afroamericanos, el 10.09% eran de otras razas y el 0.31% pertenecían a dos o más razas. Del total de la población el 98.47% eran hispanos o latinos de cualquier raza.